# Garber (Iowa)
Garber és una població dels Estats Units a l'estat d'Iowa. Segons el cens del 2000 tenia 103 habitants.

## Demografia
Segons el cens del 2000, Garber tenia 103 habitants, 54 habitatges, i 21 famílies. La densitat de població era de 165,7 habitants/km².
Dels 54 habitatges en un 20,4% hi vivien nens de menys de 18 anys, en un 33,3% hi vivien parelles casades, en un 5,6% dones solteres, i en un 59,3% no eren unitats familiars. En el 50% dels habitatges hi vivien persones soles el 25,9% de les quals corresponia a persones de 65 anys o més que vivien soles. El nombre mitjà de persones vivint en cada habitatge era d'1,91 i el nombre mitjà de persones que vivien en cada família era de 2,77.
Per edats la població es repartia de la següent manera: un 22,3% tenia menys de 18 anys, un 7,8% entre 18 i 24, un 31,1% entre 25 i 44, un 16,5% de 45 a 60 i un 22,3% 65 anys o més.
L'edat mediana era de 37 anys. Per cada 100 dones de 18 o més anys hi havia 63,3 homes.
La renda mediana per habitatge era de 22.708 $ i la renda mediana per família de 28.125 $. Els homes tenien una renda mediana de 27.500 $ mentre que les dones 20.417 $. La renda per capita de la població era d'11.618 $. Entorn del 12% de les famílies i el 16% de la població estaven per davall del llindar de pobresa.

## Poblacions més properes
El següent diagrama mostra les poblacions més properes.